# Третий Московский часовой завод
Третий Московский часовой завод — часовой завод, созданный на основе инструментального цеха Второго Московского часового завода. Специализацией завода являлось производство часовых устройств и приборов военного назначения.
В 1950-е годы детали будильников закупали на вновь созданные Орловский и Ростовский часовые заводы.
Известны три эмблемы завода.
Один из руководителей завода — Першин Н. И., с 1957 года бывший на должности начальник инструментального отдела, а затем начальник отдела механизации Третьего Московского часового завода.
Нынче[когда?] — ТД «Слава». 

В 2020 году на месте завода начал строиться  многофункциональный комплекс Slava.

## Продукция
Для нужд народа завод выпускал: часы-ходики, будильники, часы настольные, часы шахматные, измерительные приборы, точный специальный инструмент и оснастку.
Для военно-специального назначения: бомбовые таймеры, приборы регистрации времени включения-выключения, тахометры.